# Столбовые шашки
Столбовые шашки (башни, столбы, многоэтажные шашки, туры, «столбики», «колонные шашки» и даже «китайские шашки», англ. column draughts, russian towers) — разновидность шашек, известная в России с XIX века, в которой игра ведётся по обычным шашечным правилам, но с тем отличием, что побитая шашка не удаляется с игрового поля, а забирается под бьющую фигуру (шашку или башню).

Образующиеся при этом башни передвигаются по доске целиком, «подчиняясь» верхней шашке. При взятии башни с неё снимают только верхнюю шашку. Если под верхней оказывается шашка другого цвета чем снятая в результате боя, то башня становится башней соперника. Правила ходов простых шашек и дамок соответствуют правилам русских шашек. 

На основе русских столбовых шашек, но по правилам английских шашек, чемпион мира по шахматам Эммануил Ласкер разработал шашечную игру «Ласка» и в 1911 году опубликовал её описание.
Ласкер показал, что башни могут быть только «двухслойными»: то есть не может быть чередование цветов. Он также показал, что в процессе игры количество игровых фигур либо остаётся постоянным, либо убывает. Столбовые шашки представляют собой любопытный объект для математических наук: комбинаторики, теории парных игр с нулевой суммой и др.
Аналитический и игровой интерес представляют также столбовые поддавки и столбовые двухходовые шашки.

## История
Считается, что первым описанием столбовых шашек явилась статья «Башни или туры» в «Сборнике игр для семьи и школы» составителя Валериана Александровича Висковатова, изданного в 1875 году в Санкт-Петербурге. Известный теоретик и историк шашек Давыд Иванович Саргин, являясь редактором шахматно-шашечных разделов в нескольких российских газетах, неоднократно перепечатывал эту статью и публиковал собственные исследования столбовых шашек. В фундаментальном труде «Древность игр в шашки и шахматы», изданном в Москве в 1915 году , Д.И. Саргин представил уже разновидности столбовых шашек и дал характеристику отличительных особенностей каждой.
В 70-е — 90-е годы XX века заметная роль в распространении столбовых шашек принадлежала энтузиастам ленинградского производственного объединения «Красная Заря» во главе с исследователем настольных игр, педагогом внешкольного образования и популяризатором Александром Георгиевичем Боровиковым (23.06.1931 — 8.03.2017). А.Г. Боровиков в течение многих лет (с 2000 по 2015 гг.), сотрудничал с журналом «Костёр» в котором вел рубрику «На клетчатой доске» и увлекательно рассказывал не только о разновидностях столбовых шашек, но и других настольных играх.
Высоко ценил столбовые шашки и активно их пропагандировал Юрий Павлович Филатов, один из первых инициаторов го-движения в СССР. Замечательный стиль игры в столбовые шашки демонстрирует гроссмейстер Н.В. Абациев. Высоко ценит столбовые шашки телеведущий и магистр интеллектуальных игр Александр Друзь, познакомившийся с ними в бытность инженером ПО «Красная Заря».
Уникальные эстетические возможности, присущие столбовым шашкам, по достоинству оценили ведущие мастера шашечной композиции — Пустынников Н.Н., Балягин М.Н., Голиков Ю.В., Рудницкий Г.А. Они составили в общей сложности более 2000 задач в столбовые шашки и провели неофициальное первенство в разделе столбовой композиции.
В 1995 году учреждён Санкт-Петербургский клуб столбовых шашек (СПБ КСШ), президентом которого стал известный популяризатор и организатор Виктор Михайлович Пахомов (8.01.1928 — 11.12.2010 г.), и в соответствии с Уставом Клуба проводятся ежегодные открытые чемпионаты Санкт-Петербурга по столбовым шашкам. С 2007 года президентом Клуба является международный мастер Андрей Напреенков.
Признанием значимости игры явилось включение турнира по столбовым шашкам в программу шашечного фестиваля «Белые ночи» в 2007 году. В турнире приняли участие чемпион мира по международным шашкам гроссмейстер Александр Георгиев, ведущие мастера спорта по шашкам Андрей Напреенков, Александр Савенок и другие.
В рамках 4-го этапа Кубка мира 2013 года по шашкам-64 был проведён турнир по «быстрым» столбовым шашкам.
С 2016 года в рамках ежегодного Фестиваля спортивно-интеллектуальных игр «ЛАРИКС» (г. Москва) проводятся турниры по столбовым шашкам .

## Правила игры
Правила игры и примеры партий и позиций, приведенные здесь, соответствуют самой распространенной разновидности столбовых шашек, называемой «Башни». Рекомендуемым документом, определяющим правила игры в столбовые шашки и порядок проведения соревнований, является «Кодекс столбовых шашек», утвержденный собранием членов СПБ КСШ 16-17 марта 2002 года. «Кодекс столбовых шашек» в основных чертах дублирует «Шашечный кодекс РФ», особо оговаривая специфические положения присущие именно столбовым шашкам.
Игра ведется по тёмным полям на шашечной доске 8×8 клеток. В начале игры по 12 простых шашек каждого игрока расставлены в порядке расстановки обычных шашек. В комплект для игры входит и набор дамочных шашек (обычно по 4 дамки).

### Правила хода
- Простая шашка ходит по диагонали вперёд на одну клетку.
- Дамка ходит по диагонали на любое свободное поле как вперёд, так и назад.
- При достижении последнего (восьмого от себя) горизонтального ряда простая шашка заменяется дамкой (превращается в дамку).
- Башня перемещается по полю целиком по правилам простой шашки, если у неё сверху простая шашка, и по правилам дамки, если у неё сверху дамка.
- Если башня проходит в дамки, то дамкой становится только её верхняя шашка.

### Правила взятия

Диагр.1 Правила взятия в столбовых шашках

- Взятие обязательно. При нескольких вариантах взятия игрок выбирает вариант взятия по своему усмотрению. В выбранном варианте необходимо бить все доступные для взятия шашки.
- Взятие простой шашкой производится как вперёд, так и назад (в игре «Ласка», в соответствии с правилами английских чекерс, взятие простой шашкой осуществляется только вперед).
- Дамка бьёт как вперёд, так и назад, и становится на любое свободное поле после побитой шашки.
- При бое через дамочное поле простая шашка превращается в дамку и продолжает бой по правилам дамки.
- Побитая шашка не убирается с поля, а захватывается под побившую её шашку и образует башню. Башня принадлежит тому игроку, которому принадлежит самая верхняя её шашка.
- Если была побита башня, то с неё снимается верхняя шашка и захватывается под побившую её простую шашку или башню (см.диагр.1).
- Если шашка или башня бьёт несколько шашек или башен противника, то побитые шашки захватываются под бьющую фигуру последовательно (см.диагр.1). При последовательном взятии нескольких шашек возможна игра как с применением правила турецкого удара, так и без применения, то есть во втором случае возможно многократное снятие шашек со столба соперника.
- Побитая дамка укладывается в башню как дамка, а после снятия всех находящихся выше неё шашек вновь становится дамкой. Возможна игра по таким правилам, когда побитая дамка становится простой шашкой, такую разновидность столбовых шашек принято называть столбы.

### Результат игры
Выигрышем партии или победой в игре считается такое расположение фигур, при котором сторона, имеющая право хода, не может его сделать. То есть одна из сторон считается выигравшей, если шашки соперника поглощены в столбах или заперты. Практика показывает, что ничья — очень редкое событие даже в игре между сильными равными соперниками. Ничья объявляется либо по взаимному согласию соперников, либо после 3-х и более раз повторения одной и той же позиции, либо если за последние 15 ходов материальное соотношение сил не изменилось (при этом учитывается только количество башен принадлежащих каждому сопернику и не учитывается изменение количества шашек в верхней и нижней части башен).

### Нотация, запись позиций и партий

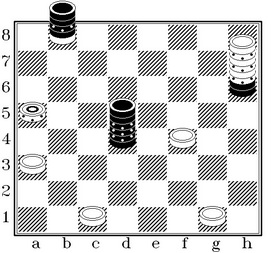
Диагр.2 Задача в столбовые шашки. Запереть две простые и дамку черных

Использование нотации дает возможность записывать как целые партии, так и отдельные позиции. При записи позиции возникает необходимость указывать не только расположение фигуры на игровом поле, но и её состав. Информацию о составе принято отображать в скобках сразу за указанием наименования поля на котором стоит башня (столб). Простые шашки, входящие в столб, обозначаются символом «0», а дамки символом «1»; знаком «/» обозначается разделение шашек между верхней («белой» частью) и нижней («плененной» частью). Например, позиция на диагр.2 (справа) при необходимости может быть записана так:
```
Белые: простые: a1, c1, g1, f4, h6(010101/00), дамка - a5; 
Чёрные: b8(0010/0), d4(001110).  
```

Обозначение полей совпадает с обозначениями, принятыми в шахматах и шашках: горизонтальные ряды обозначаются цифрами от 1 до 8, вертикальные ряды обозначаются латинскими буквами от а до h. Для записи хода записывают сначала поле, где шашка стояла, затем ставят тире и записывают поле, на которое она ставится (например: c3-b4). При записи взятия (боя) вместо тире ставится двоеточие. Запись c1:a3 означает ход с поля c1 на a3 со взятием шашки, стоящей на поле b2, а c1:a3:c5:a7 — ход со взятием трёх шашек.
Решение задачи на диагр.2 можно записать: 1.f4-e5 d4:f6 2.a5-c7 b8:d6 3.h6-g7 f6:h8 4.g7-e5 d6:f4 5.e5:g3 f4:h2 6.g3-h4 h8-g7 7.h4-f6 g7:e5 8.f6:d4 e5:c3 9.d4:b2 c3:a1 10.a3-b4 и белые выиграли, заперев две простые башни и башню-дамку.

## Стратегические принципы игры
Игровая практика выявила основные критерии оценки текущего игрового преимущества:
- высота башни — чем больше в башню входит собственных шашек, тем большей ударной силой она обладает (Но! Чрезмерное увеличение высоты отдельной башни ведет к оголению других участков поля и, следовательно, к ослаблению позиции!);
- «отрицательный потенциал» — «слабая» башня (или башня с 1-2 своими шашками сверху), держащая в «плену» несколько шашек соперника может быть атакована и превращена соперником в свою.

Рекомендуемая простейшая стратегия может быть сформулирована как:
- захватывать под свои башни возможно большее количество шашек соперника, одновременно уводя башни с большим количеством «пленных» шашек вглубь своей позиции;
- противника атаковать наиболее тяжелыми башнями, пытаясь при этом разменивать наиболее слабые его башни с целью «освобождения» собственных фигур.

## Практические приёмы игры

Выигрышная комбинация за чёрных в дебюте Висковатова
Дебютная ловушка "Столбовая двухходовка"  (И.Е. Штейнбук)
Комбинация из партии А.Боровиков - Е.Карманов ("Гигантская комбинация Боровикова")
Комбинация из блиц-партии Д.Солдатов - А.Левит   1.a5-b6 c5:a7 2.g3-h4 a7:c5 3.h4-g5 f6:h4 4.f2-g3 h4:d4 5.g1-h2 d4:f2 6.h2:f4:d2:b4:d6
Выигрыш запиранием всех фигур соперника  (авт. А.Збарж)

## Необычные свойства столбовых шашек
Нахождение на игровом поле всех шашек в процессе игры, как правило, приводит к освобождению «пленных» шашек и к их повторному попаданию в «плен». Такой «закон сохранения игрового материала» может порождать повторяющиеся (похожие) позиции, напоминающие некие колебательные процессы, изучаемые физикой, в том числе и физикой элементарных частиц.

Взаимодействие двух столбов ("Бешеные" столбы)
Периодически повторяющаяся позиция  ("Струна Боровикова")
Повторяющаяся позиция "Вечный двигатель". Каждые 9  ходов позиция повторяется; цветные маркеры позволяют проследить, что некоторые шашки ("красная", "жёлтая", "голубая") возвращаются на "исходные" места через 3 цикла, а оставшиеся - через 5 циклов.

## Разновидности столбовых шашек
Д.И. Саргин высказал мысль, что в любой стране могут играть в столбовые шашки по правилам «национальных» шашек и поэтому маловероятно существование «универсальной» разновидности столбовых шашек. Упоминая первоисточник появления столбовых шашек «Сборник игр…» Валериана Висковатова он подчеркивает, что в статье не содержится указаний о правилах появления-уничтожения дамок и правилах взятия шашек с одной башни в процессе «кругового» удара. Саргин предложил рассматривать две разновидности столбовых шашек — столбы и башни.

### Башни
В этом виде столбовых шашек («башнях») допускается снятие нескольких шашек с башни, но только при «последовательном» движении бьющей башни.

### Столбы
В случае ведения игры с соблюдением положений «Шашечного кодекса России», то есть с соблюдением «турецкого удара», предусматривающего ограничение движения дамки, при своем ходе с башни находящейся под боем можно снять только одну верхнюю шашку и повторное взятие не допускается.

Иллюстрация взятия нескольких шашек в башнях. Белая шашка, выполнив удар a3:c5:e7:g5:e3:c5, продолжает его по "второму кругу": c5:e7:g5:e3:c5:a3, забирая в плен все шашки черных.
Иллюстрация взятия нескольких шашек в столбах. Белая шашка, выполнив удар a3:c5:e7:g5:e3:c5, вынуждена остановиться, не  имея права вторично бить фигуры черных.   После чего право хода переходит черным и они выполняют взятие: d4:b6.

### Боровицкие шашки

Пример партии в Боровицкие шашки

Эта разновидность столбовых шашек («Боровицкие шашки», «Шашки Боровикова», сам же автор предпочитал название «Супер-шашки») была описана А.Г. Боровиковым в ряде статей в журнале «Костёр». Противоположность обычных и столбовых шашек состоит в том, что в обычных шашках всякое взятие удаляет побитую шашку с игрового поля (k_выбытия = 1), а в башнях побитая шашка неявно остаётся в игре (k_выбытия = 0). «Боровицкие шашки» (Шашки Боровикова) являются разновидностью столбовых шашек с «промежуточным» коэффициентом выбытия (0 < k_выбытия < 1), то есть правилами допускаются ходы-взятия, при которых шашки удаляются с игрового поля, а также есть правила таких ходов, при которых шашки захватываются под бьющую фигуру.
Эта игра имеет отличительные правила:
1. Разрешается ходить не только на свободное поле, но и накрывать свои и чужие шашки, образуя новые фигуры /башни/.
2. Если шашки противника окажутся «зажатыми» сверху и снизу своими шашками, то их снимают с доски.
3. Если своя шашка /фигура/ находится рядом с шашкой /фигурой/ противника, а поле за ней свободно, то обязательно нужно бить. При бое шашки захватывают под бьющую /берут в плен/. С башни за один ход захватывается только верхняя шашка.
4. Действуют фигуры на правах своей верхней шашки. Как и одиночные шашки, они могут проходить в дамки. При этом дамкой становится только одна верхняя шашка.

ЦЕЛЬ ИГРЫ — накрыть все чужие шашки своими или уничтожить их.
Правила 3 и 4 полностью совпадают с правилами русских столбовых шашек.
Правила 1 и 2 расширяют комбинационные возможности.

### Шашки Адиюх
Эта разновидность столбовых шашек впервые была опубликована в 2008—2009 годах в ряде статей в журнале "Костёр" под названием «Игра 13», в разделе «На клетчатой доске», который вёл А.Г. Боровиков.
Автор игры — Виктор Панькович (Россия). Впоследствии автор дал этой игре новое название — «Шашки Адиюх». От других разновидностей башен шашки Адиюх отличаются новой целью игры и правилами дамок. Цель игры достижима как путем отдачи всех своих шашек под бой (поддавки), так и посредством захвата всех шашек соперника (крепки). Игра ведется на тёмных полях шашечной доски 8х8, игроки располагают по 12 шашек в обычном порядке. Для игры рекомендуется использовать фигуры Таврелей (русских столбовых шахмат). Играть онлайн в шашки Адиюх можно на сервере Dagaz.
Вот отличительные правила этой игры:
1. Простая шашка или башня ходит и берет шашки и башни соперника как в русских столбовых шашках (Башнях).
2. Дамка ходить не может, но обязана брать шашки и башни соперника через любое количество полей по диагоналям, после чего на конечном поле она снова становится простой башней.
3. Партия заканчивается в позиции, когда один из игроков не может совершить ход согласно правилам. 
В момент завершения партии каждому игроку начисляется по одному очку за каждую белую и черную шашку, оставшуюся на горизонтальной половине доски соперника. 
ЦЕЛЬ ИГРЫ — набрать больше очков, чем соперник, то есть получить суммарное большинство белых и чёрных шашек в количестве 13 или более шашек.